# Mahamrityunjaya Mantra
Das Mahamrityunjaya Mantra (महामृत्युंजय मंत्र, Mahāmṛtyuṃjaya Mantra „großes Tod besiegendes Mantra“), auch Tryambakam Mantra genannt ist ein Vers aus dem Rigveda. Es wendet sich an Tryambaka den „dreiäugigen Gott“, eine Ansprache für Rudra, der später mit Shiva identifiziert wird. Der Vers wird auch im Yajurveda genannt.
Zusammen mit dem Gayatri (Mantra) zählt es zu den bekanntesten Mantras des Hinduismus.
Das Mantra lautet in Devanagari: 
त्र्यम्बकं यजामहे सुगन्धिं पुष्टिवर्धनम् ।
उर्वारुकमिव बन्धनान् मृत्योर्मुक्षीय मामृतात् ॥
In IAST-Umschrift: 
tryambakaṃ yajāmahe sugandhiṃ puṣṭi-vardhanam
urvārukam-iva bandhanān mṛtyor-mukṣīya mā'mṛtāt
In der Übersetzung des Rigveda von Karl Friedrich Geldner lautet der Vers:
Wir opfern dem Tryambaka, dem duftenden, den Wohlstand mehrenden.
Wie den Kürbis vom Stiel, so möchte ich mich vom Tod, nicht vom Nichtsterben losmachen.